# Het uitzitten van het oude jaar

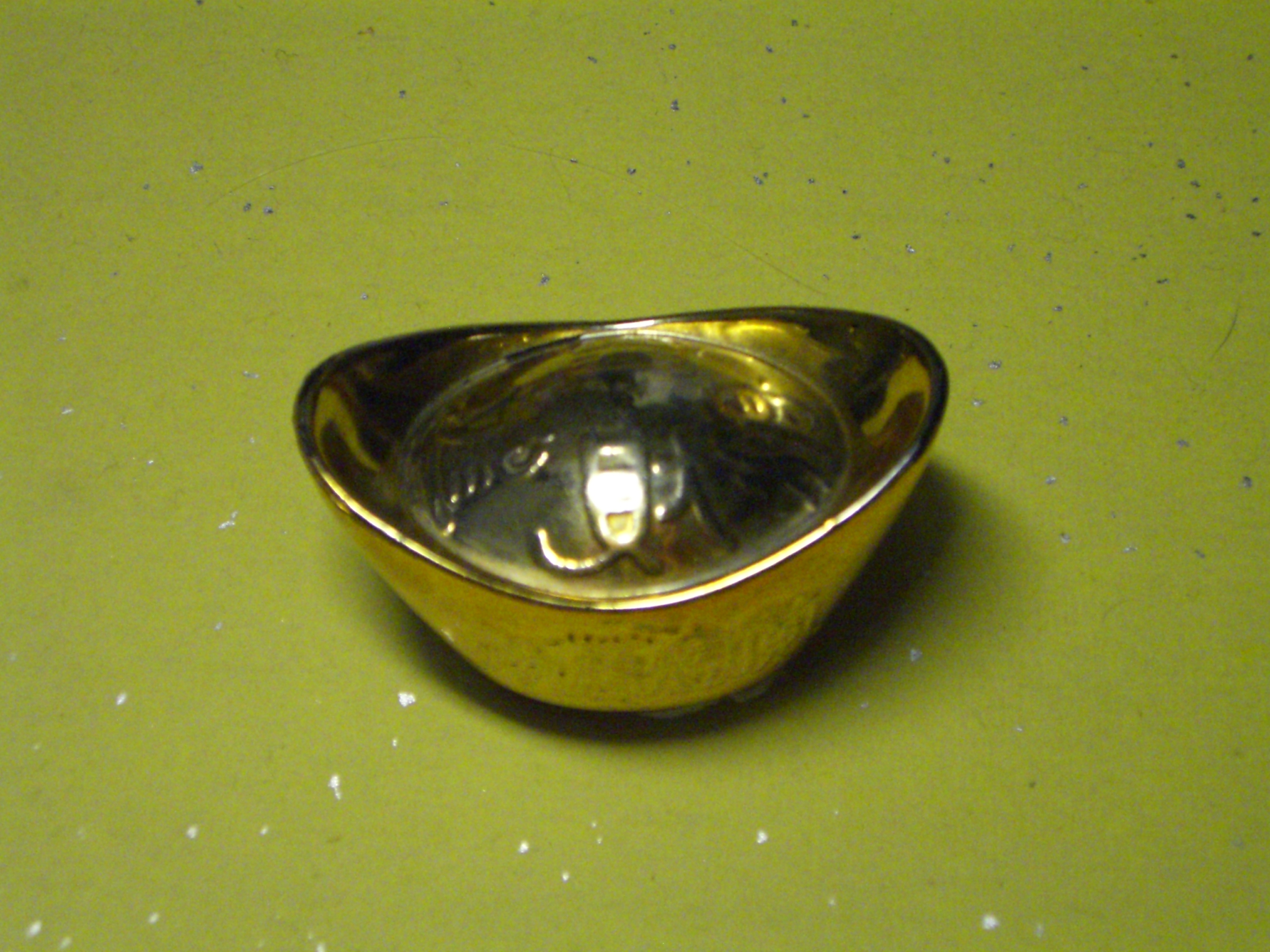
Yuanbao wordt gebruikt als decoratie tijdens Chinees nieuwjaar

Het uitzitten van het oude jaar is een volksverhaal uit China.

## Het verhaal
De Hemelheer opent ieder jaar in de nacht van de laatste dag van het jaar (oudjaar) de Hemelpoort en laat goud en zilver uitstrooien over de wereld van de mensen. Overal flonkert goud, maar niemand mag hebzuchtig zijn. Je moet het opgeraapte goud en zilver binnen leggen en pas als het licht is geworden, mag de deur geopend worden. In Lijiazhuang wonen de broers Gouzai en Wuzi. Wuzi is de jongere broer en hij is ijverig en eerlijk, maar Gouzai is gemeen en hardvochtig. Ze wachten de laatste dag van het jaar tot de Hemelpoort open zal gaan. Gouzai wil extra goud en zilver en sleept keien, een grote stenen roller en een molensteen voor zijn deur. 
Om middernacht wordt de Hemelpoort geopend en Wuzi doet het opgeraapte goed in een korf en zet deze in de kamer. Hij doet de deur op slot. Gouzai sleept de drie van tevoren klaargelegde dingen naar binnen en wacht ongeduldig tot het licht wordt. Hij doet de deur open om te kijken of het al bijna licht is, hiermee overtreedt hij de regels. Het goud en zilver verandert weer terug in keien, een roller en een molensteen. Hij begint te huilen en wordt kwaad. Wuzi heeft de deur niet geopend voor het licht was en de schittering van zilver en goud verblindt zijn ogen. 
De Hemelheer ontdekt dat er veel vrekken zijn zoals Gouzai en doet uit ergernis de Hemelpoort niet meer open. Toch komen de mensen nog altijd op de laatste avond van het jaar bijeen om bij kaarslicht te wachten tot het weer licht wordt. 

## Achtergronden
- Zie ook Chinees nieuwjaar. Bij de Chinese kalender begint een nieuwe maand op de dag van een nieuwe maan.
- Vergelijk De sterrendaalders.